# باندورا كليفورد
باندورا كليفورد (بالإنجليزية: Pandora Clifford)‏ هي ممثلة بريطانية، ولدت في ديسمبر 1972 في لندن في المملكة المتحدة.

## وصلات خارجية
- باندورا كليفورد على موقع IMDb (الإنجليزية)
- باندورا كليفورد على موقع قاعدة بيانات الفيلم (الإنجليزية)